# Cranichis castellanosii
Cranichis castellanosii är en orkidéart som beskrevs av Louis Otho Otto Williams. Cranichis castellanosii ingår i släktet Cranichis, och familjen orkidéer. Inga underarter finns listade i Catalogue of Life.